# ロニー・スコット (ソングライター)
ロニー・スコット（Ronnie Scott）は、イギリスのポップ・ミュージックのプロモーター、グループ・マネージャー、ソングライターで、おもに1960年代にマーティー・ワイルドと、1970年代にスティーヴ・ウルフ (Steve Wolfe) と組んで書いた楽曲のヒットによって知られている。

## マーティー・ワイルドとの共作
1966年、スコットが勤めていた芸能事務所ジョージ・クーパー・エージェンシー (The George Cooper Agency) には、彼がマネージャーだったザ・バイスタンダーズ（The Bystanders：Manの前身バンド）や、マーティー・ワイルドが所属していた。スコットは多数の楽曲を書き、中には単独で書いたものもあったが、大部分はワイルドとの共作であり、できあがった楽曲のデモテープはザ・バイスタンダーズが録音していた。そのうち、単独で書いた「Royal Blue Summer Sunshine Day」（1967年）と、共作した2曲「Have I Offended The Girl」（1966年）と「When Jesamine Goes」（1968年：Frere Manston and Jack Gellar という変名で発表）がシングルとして発売されたが、いずれもヒットしなかった。このうち「When Jesamine Goes」は、ザ・カジュアルズがカバーし、曲名を「Jesamine」として発表したところ、1969年の遅い時期に全英シングルチャートで最高2位まで上昇した。
スコットとワイルドが共作した楽曲は、幅広く様々なミュージシャンたちが取り上げており、ステイタス・クォーの2枚目のアルバム『Picturesque Matchstickable Messages from the Status Quo』に収録された「Ice in the Sun」、「Elizabeth Dreams」、「Paradise Flat」や、ルルの「I'm a Tiger」（1968年）、ワイルド自身の「Abergavenny」（1968年：作者として Manston と Gellar もクレジットされており、1969年にはワイルドが Shannon 名義でリイシューした）。
ワイルドとスコットは、1970年3月18日に『The Wednesday Play』の番組枠で放送されたアラン・オーウェンのテレビ劇『No Trams to Lime Street』で使用した楽曲を作詞作曲した。
ザ・バイスタンダーズは再編されてマンに発展したが、スコットはそのままマネージャーを続け、彼らは週に3回のセッションを続け、その中から、ステイタス・クォーの求めに応じて提供した「Down the Dustpipe」などが生まれた。マンは、1969年にスコットのマネジメントから離れた。

## スティーヴ・ウルフとの共作
1976年、スコットはスティーヴ・ウルフと共同で、ソングライティングとプロデュースのチームを組み、ウェールズのスウォンジーにあったザ・タウンズマン・クラブ (The Townsman Club) でボニー・タイラーを見出して、彼女のマネージャー、ソングライター、プロデューサーを2人で務めた。
スコットとウルフは、タイラーの1977年のファースト・アルバム『The World Starts Tonight』に収められた10曲中8曲を書き、プロデュースもした。このアルバムに収められた「Lost in France」は全英シングルチャートで最高9位となり、「More Than a Lover」は最高27位に達した。
タイラーの1978年の2枚目のアルバム『Natural Force』（合衆国では『It's a Heartache』）には5曲のスコット/ウルフの楽曲が収録され、そのうち「イッツ・ア・ハートエイク (It's a Heartache)」はイギリスで4位、アメリカ合衆国のBillboard Hot 100では3位に達したが、これより早く1977年にはジュース・ニュートンがこの曲を取り上げていた。この曲は、以降いろいろなミュージシャンたちにカバーされ、デイヴ&シュガー、トリック・ポニー、ロッド・スチュワートらがこの曲を取り上げた。
スコットとウルフは、タイラーの1979年のアルバム『Diamond Cut』の10曲中8曲を書き、1981年のアルバム『Goodbye to the Island』では10曲中6曲を書いた。後者には、やはりスコットとウルフの作品で、1979年に日本の世界歌謡祭でグランプリに輝いた「哀しみのオーシャン (Sitting on the Edge of the Ocean)」も収録された。
ボニー・タイラーは、スコットとウルフとの契約を更新しなかったが、その理由は、ふたりが「彼女の将来をさらにカントリー・ミュージックの方向に進めようとしている」と彼女が感じとったからであった。